# Marta Marie Nielsen
Marta Marie Nielsen, född 1881, död 1948, var en norsk politiker (Arbeiderpartiet). 
Hon satt i stortinget 1937–1948. Hon var den sjätte kvinna som valdes in i Stortinget och den enda kvinnan där under sin ämbetstid.  